# Running with Scissors
Running with Scissors – amerykańska firma z siedzibą w Arizonie, zajmująca się produkowaniem gier komputerowych. Ich najbardziej znanym dziełem jest Postal, który zdobył sławę głównie z powodu dużej ilości przemocy.
Firma została założona w latach 80. przez Vince'a Desi, pod nazwą Riedel Software Productions (RSP). Jej pierwszą grą było Spy vs. Spy. W latach 90 zmieniono nazwę na Running With Scissors i rozpoczęto prace nad Postal.
W kwietniu 2003 została wydana kontynuacja pierwszej części, pt. Postal 2. Premiera trzeciej części odbyła się w listopadzie 2011 roku. Po 12 latach Postal 2 doczekał się kolejnego dodatku.

## Wydane gry
| Gra                          | Rok wydania                           | Platforma         |
| ---------------------------- | ------------------------------------- | ----------------- |
| Spy vs. Spy                  | 1988                                  | Game Boy Color    |
| Postal                       | 30 września 1997                      | Microsoft Windows |
| Postal 2                     | 14 kwietnia 2003                      | Microsoft Windows |
| Postal 2: Apocalypse Weekend | 25 listopada 2004                     | Microsoft Windows |
| Postal Fudge Pack            | 13 listopada 2006                     | Microsoft Windows |
| Postal Babes                 | 2009                                  | Mobile            |
| Postal III                   | 23 listopada 2011                     | Microsoft Windows |
| Postal 2: Paradise Lost      | 17 kwietnia 2015                      | Microsoft Windows |
| Postal Redux                 | 20 maja 2016                          | Microsoft Windows |
| Postal 4: No Regerts         | 14 października 2019 (wczesny dostęp) | Microsoft Windows |